# Афанасий (Яннусас)
Митрополи́т Афана́сий Яннуса́с (греч. Μητροπολίτης Αθανάσιος Γιαννουσάς; род. 1971, Афины, Греция) — епископ Элладской православной церкви (формально также Константинопольской православной церкви), митрополит Сисанийский и Сьятистский (с 2019).

## Биография
В 1993 году окончил богословский институт Афинского университета. и продолжил обучения в аспирантуре того же университета в области истории богословия.
В 1995 году был пострижен в монашество в Успенском монастыре в Пендели и в том же году митрополитом Китруским, Катеринским и Катамонским Агафоником (Фатуросом) по благословению архиепископа Афинского Серафима был рукоположён в сан иеродиакона и в течение года служил в храме Святителя Николая на улице Ахарнес в Афинах.
В 1996 году, не завершив последипломное образование, последовал за своим духовным наставником митрополитом Серафимом (Папакостасом), назначенным на Касторийскую митрополию.
В 1997 году был рукоположён в сан иеромонаха и служил в церкви Святого Георгия в Кастории, а в 1998 году назначен протосинкеллом Касторийской митрополии. Также отвечал за проповедничество, духовничество и благотворительность в епархии.
В 2012 году, по благословению патриарха Вселенского Варфоломея, возведён в достоинство архимандрита Константинопольского трона.
20 марта 2019 года решением Священного синода иерархии Элладской православной церкви избран для рукоположения в сан митрополита Сисанийского и Сьятистского (в первом туре из 77 голосов набрал 73, архимандрит Ефрем (Триандафилопулос) — 32 голоса, архимандрит Христофор (Ангелопулос) — 14 голосов; во втором туре — получил 71 голос, а архимандрит Ефрем — 5 голосов, один бюллетень оказался пустым).
23 марта 2019 года в кафедральном Благовещенском соборе в Афинах архиепископом Афинским Иеронимом с членами синода был рукоположён в архиерейский сан.